# 马克·罗宾斯
馬克·哥頓·羅賓斯（英語：Mark Gordon Robins，1969年12月22日—）出生於英格蘭大曼徹斯特郡的阿什顿（Ashton Under Lyne），是一名前職業足球員，曾效力曼聯、诺里奇城及莱斯特城等球會，退役後出任領隊，是費格遜麾下曼聯球員轉任領隊的成員之一，曾執教洛達咸、班士利、高雲地利和哈德斯菲爾德 。現時擔任英冠球會高雲地利的領隊。

## 生平

### 球員
馬克·羅賓斯是曼聯的青訓產品，曾為一隊在聯賽上陣48場及射入11球。在1990年曼聯奪得足總盃過程中羅賓斯表現出色，當時費格遜已執教曼聯3年仍然一無所獲，兼且當時曼聯的聯賽排名接近降班區，被要求落台的壓力逐漸增大，足總盃是他的最後希望，第三圈作客對諾定咸森林，曼聯在之前7場聯賽不勝，有小報稱如曼聯再在這場電視直播的比賽落敗，費格遜的帥印將會不保，最後憑羅賓斯一箭定江山過關；4月11日準決賽在緬因路球場（Maine Road）重賽奧咸，後補上陣的羅賓斯在加時射入致勝球以2-1獲勝晉級決賽對水晶宮，為費格遜在曼聯贏得的首項冠軍奠定基礎。
1992年8月14日羅賓斯以80萬英鎊轉投诺里奇城，在首個英超球季的揭幕日首次披甲作客對阿仙奴，他梅開二度協助諾域治以4-2取得首場勝仗。羅賓斯在諾域治的首個球季協助球隊取得歷來最佳的第三位成績，獲得來年參加歐洲足協盃的入場劵。1993/94年球季首度參賽歐洲足協盃的諾域治首圈輕鬆淘汰維迪斯，第二圈面對拜仁慕尼黑，1993年10月20日首先作客慕尼黑奧林匹克體育場，杰里米·高斯（Jeremy Goss）於開賽後12分鐘先拔頭籌，羅賓斯於26分鐘嚴重受傷退下火線，最終諾域治以2-1獲勝，是唯一一支在奧林匹克體育場擊敗拜仁的英格蘭球隊，但這次受傷迫使羅賓斯缺席餘下球季的大部分比賽，而諾域治亦只取得令人失望的第12位結束球季。
1994/95年球季羅賓斯與時任領隊約翰·杜漢（John Deehan）不和，於1995年1月16日以100萬英鎊被賣到另一支英超球隊莱斯特城，但到季尾李斯特城與諾域治卻攜手降級到甲組〈第二級〉。李斯特城聘請接替杜漢擔任諾域治領隊的馬田·奧尼爾（Martin O'Neill）執掌球隊，取得聯賽第5位參升級附加賽，準決賽兩回合累計1-0淘汰史篤城，決賽對水晶宮，羅賓斯下半場後補上陣，李斯特城在加時最後一分鐘射入反勝2-1，取得重返英超最後一個席位。1996/97年球季李斯特城在英超取得第9位，更晉級英格蘭聯賽盃決賽對米杜士堡，首場加時後1-1平手，重賽李斯特城在加時射入一球險勝1-0奪冠，羅賓斯兩場比賽均在加時後補上陣。羅賓斯在李斯射城的鋒線排在希斯基、史蒂夫·克拉里奇（Steve Claridge）及伊恩·马歇尔（Ian Marshall）之後，故經常只以替補身份上陣，期間曾被外借到哥本哈根及雷丁。
其後由於家庭問題，羅賓斯離開英格蘭，短暫效力西班牙的奧倫斯（CD Ourense）及希臘的彭里安奧斯（Panionios）。1999年3月25日以借用身份返回曼徹斯特加盟母會曼聯的死敵曼城，但傷患使他只以後補身份取得兩次上陣機會，季後曼城領隊祖·萊爾（Joe Royle）表明無意羅致羅賓斯。
1999年夏季羅賓斯隨同新升甲組〈第二級〉的華素爾到法國進行熱身賽，於8月2日獲一紙合約，雖然整季在聯賽上陣40場及射入6球，但華素爾在季末排名22位，需要降級返回乙組〈第三級〉，羅賓斯婉拒新約，於2000年6月22日轉投剛升級到乙組〈第三級〉的洛達咸。
2000/01年球季羅賓斯重振雄風，2000年8月12日在新球季揭幕戰對上季效力的華素爾在頭60分鐘內梅開二度，但最終主場的洛達咸卻反敗2-3；2001年3月31日主場4-3擊敗史雲頓，羅賓斯大演帽子戲法，協助球隊保持榜首席位。聯賽煞科日洛達咸作客1-1賽和彼德堡，而競爭對手米禾爾以5-0大勝奧咸，以兩分之差屈居亞軍，但連續兩年獲得升級到甲組〈第二級〉，羅賓斯在聯賽上陣42場及射入24球。
2001/02年球季新升級的洛達咸於2001年8月11日在揭幕日主場首戰水晶宮，羅賓斯射入一球成2-0，與上季揭幕戰相同，洛達咸再次讓兩球的優勢變成2-3的敗仗；次場作客對屈福特羅賓斯梅開二度，但射失一球十二碼錯過扳平機會，洛達咸再以2-3敗陣而回；洛達咸直到10月5日第11場聯賽主場2-0擊敗甘士比才取得球季的首場勝仗，羅賓斯包辦兩個入球，賽後獲領隊罗尼·摩尔（Ronnie Moore）點名稱讚；在球季首三個月射入11球後，羅賓斯自11月開始沒法取得入球，更因此而被貶為後備，羅賓斯於2002年1月尾提出轉會要求，但被摩尔拒絕。2月9日主場3-2擊敗史托港，羅賓斯終於打破入球荒，更雙喜臨門連入兩球；聯賽煞科日洛達咸作客雖然0-2負於保級對手克魯，雙方同得49分，洛達咸以較佳得失球差保留甲組席位，羅賓斯在聯賽上陣41場及有15球斬獲。
季後雖然有傳布里斯托城有意羅致，已達32歲的羅賓斯在2002/03年球季仍然留效洛達咸，於2002年8月15日延長一年合約，直到2003/04年球季末才屆滿，但他已不再是球隊的主力正選，被安排較多在盃賽上陣，直到新年前只有4個入球，聯賽及聯賽盃各兩球。2003年1月尾羅賓斯向領隊摩尔表示希望外借以爭取較多上陣機會，班士利及燦美爾均表示有意借用，最終在2月17日獲外借到乙組〈第三級〉的前領球隊布里斯托城一個月，翌日首度披甲在聯賽錦標對剑桥联，下半場後補上陣隨即交出1個助攻及射入1球，協助球隊在南區決賽首回合領先4-2，在借用的一個月羅賓斯上陣8場射入5球，雖然3月26日布里斯托城希望再次借用羅賓斯爭取升級，但被摩尔拒絕，因而錯過4月在聯賽錦標決賽上陣的機會。外借後羅賓斯的勇態持續，3月22日再以正選身份主場對溫布頓上陣並先拔頭籌，協助球隊2-1獲勝及取得近6場的首場勝仗，季末的4場比賽再入多兩球，整季為洛達咸在聯賽上陣15場及射入5球。
2003/04年球季羅賓斯除開首兩場以正選身份上陣外，餘下均只能坐在後備席，直到2003年10月中只有6次出場機會，沒有入球進賬，羅賓斯向洛達咸提出轉會要求，10月30日洛達咸表示羅賓斯可以自由轉會。上季借用羅賓斯有不俗成績的布里斯托城，以他已達33歲但要求長約而不考慮再度合作。乙組〈第三級〉球隊錫周三在要求借用被拒後正式羅致羅賓斯，他在效力洛達咸期間在各項比賽合共上陣120場及射入49球。12月9日羅賓斯首次披上錫周三球衣在聯賽錦標作客對卡素爾，即演出身價，射入兩球協助球隊以3-0大勝過關，賽後卡素爾領隊保罗·辛普森（Paul Simpson）表示對未能羅致羅賓斯而感後悔。羅賓斯在加盟後的首10場比賽射入7球，但2004年2月中受傷後缺陣長達兩個月，季末復出後的4場比賽沒有再取得入球，而錫周三在球季結束約滿後亦放棄了羅賓斯。5月25日由於膝傷的困擾，羅賓斯宣佈退役，已考取歐洲教練牌的他有意向足球管理方面發展。
2004年6月20日羅賓斯獲議會全國聯賽球隊保顿艾尔宾邀請參加季前訓練，居於當地的羅賓斯更於7月5日正式加盟，簽約效力12個月。12月4日對简弗岛（Canvey Island）射入一球，是他球員生涯最後一個入球。在為保顿艾尔宾上陣10場後，於2005年1月底離隊返回洛達咸擔任助理領隊，正式結束他多采多姿的球員生涯。

### 領隊
2005年1月31日洛達咸與領隊罗尼·摩尔（Ronnie Moore）達成解約協議，由預備隊及青年隊教練阿兰·尼尔（Alan Knill）擔任看守領隊直到球季結束，而馬克·羅賓斯獲邀出任副手。3月12日洛達咸負於般尼後繼續排於英冠榜尾，尚餘9輪比賽而與安全線距離18分。4月5日3-4負於葉士域治後提早5輪宣佈確定來季降級英甲，兩日後洛達咸聘請米克·夏福特（Mick Harford）取代尼尔執掌帥印，而羅賓斯則看顧青年隊。
降級到英甲的洛達咸跌勢未止，連續17場聯賽及盃賽不勝後，排名滑落第22位，於2005年12月10日辭退夏福特。尼尔重掌兵符，球季結束，洛達咸僅以兩分之微獲保英甲一席位。2006/07年球季洛達咸因進行財務重組而遭扣減10分，在連續14場不勝，與保級安全線距離13分而只餘14輪比賽，洛達咸於2007年3月1日與尼尔分手，羅賓斯獲委暫代領軍，首場比賽以4-1擊敗巴拉福特，3月27日1-0擊敗黑池後脫離榜尾席位，在6戰取得3場勝仗後，羅賓斯在4月6日獲指派成為正式領隊，但球隊仍欠9分才達到安全線，最終羅賓斯亦不能力挽狂瀾，洛達咸來季降級到英乙。
2007/08年球季洛達咸在羅賓斯領導下表現出色，更在11月份贏得全部4場聯賽，11月24日2-0擊敗梳士貝利後取得聯賽六連勝，羅賓斯因此獲選該月「英乙每月最佳領隊」，新年前高據聯賽榜第三位。但好景不常，2008年3月18日洛達咸因積欠稅款需要再度進行債務重組，即時被扣減10分，名次跌至第11位，在球季尚餘8輪距離附加賽區域6分，洛達咸士氣大受打擊，最終只獲得聯賽第9位。
2008/09年球季洛達咸更多災多難，先因未能與主場米爾摩爾球場（Millmoor）的業主達成續租協議，需要搬遷到设菲尔德的山谷體育場（Don Valley Stadium）；更因不能與債主達成「公司自願協議」（Company Voluntary Agreement）脫離債務重組，新球季被罰扣減17分。但在羅賓斯精明帶領下，洛達咸開季6場保持不敗，更在英格蘭聯賽盃分別淘汰兩支英冠球隊錫周三及狼隊，羅賓斯獲選8月份「英乙每月最佳領隊」。10月5日洛達咸主場4-1擊敗甘士比後分數返回正數。2009年1月14日诺里奇城辭退領隊格連·路達（Glenn Roeder），有傳羅賓斯將會接任，但他表示會集中精力在現時的職務上。雖然洛達咸季末的狀態稍為下滑，最終仍以第14位中游成績完成球季，如沒有被扣分，其分數更達到第5位可以參加升級附加賽。
2009/10年球季初位列英冠榜尾的班士利辭退領隊西蒙·戴维（Simon Davey），據報羅賓斯名列其20人候選名單中，洛達咸因此要求羅賓斯暫停職務放有薪假（gardening leave）。2009年9月9日在班士利與洛達咸達成補償協議後，正式任命羅賓斯為領隊，離職時洛達咸正以得失球差帶領英乙聯賽榜。
2010/11年球季羅賓斯雖然帶領班士利取得近5年最佳之排名的17位，但與東主帕特里克·佳尼（Patrick Cryne）未能就新球季的組軍預算及營運前景達成協議，於2011年5月12日遭球隊提前終止合約，翌日佳尼澄清沒有要求羅賓斯離職。2011年5月15日羅賓斯透過英格蘭足球聯賽領隊協會以新球季只獲有限資金帶領球隊而決定請辭。

## 榮譽

### 球員
曼聯
- 英格蘭足總盃：1990年；
- 英格蘭慈善盾：1990年；
- 歐洲盃賽冠軍盃：1991年；
- 歐洲超級盃：1991年；

李斯特城
- 英格蘭甲組〈第二級〉聯賽附加賽冠軍：1995/96年；
- 英格蘭聯賽盃：1997年；

### 領隊
洛達咸
- 英乙每月最佳領隊：2007年11月、2008年8月；

## 外部連結
- 足球数据库：馬克·羅賓斯的球员统计数据
- 足球資料庫：馬克·羅賓斯的領隊統計數據